# Izz al-Dawla
Izz-ad-Dawla fou un títol honorífic o làqab. Els títols amb inclusió de Dawla (‘Dinastia’) aparegueren al segle x, i el primer fou per a al-Qàssim, visir del califa al-Muktafi (902-908), que va rebre el de Walí-ad-Dawla (‘Amic de la Dinastia’) des del 902.
Fou corrent a l'època búyida i el principal personatge que el va portar fou Izz-ad-Dawla Bakhtiyar.